# Club Atlético Olegario Víctor Andrade
El Club Atlético Olegario Víctor Andrade (CAOVA) fue fundado el 25 de marzo de 1928 en la zona sur de la ciudad de Rosario, Argentina. Está ubicado en la calle Olegario Víctor Andrade 960, y entre las disciplinas que se desarrollan se destacan básquet, kung-fu, patinaje, judo y ajedrez.

## Historia
El CAOVA, ubicado hoy en la calle San Martín 4989, nació al calor del juvenil entusiasmo de un grupo de muchachos del sur rosarino, en un local cedido por doña Carolina de Lanza. En 1934 la entidad trasladó sus salas de juego y biblioteca a una casa que alquiló en la cortada Tiro Suizo 1028. El 11 de noviembre de 1933 inauguró la primera cancha de básquet de la extensa zona sur de la ciudad, con un partido entre Ben Hur de Rosario y Deporte Rosario. Fue por el año 1935 una de las primeras instituciones de Rosario que contó con un equipo femenino de básquet.